# Gmina Kalwaria Zebrzydowska
Die Gmina Kalwaria Zebrzydowska (früher Gmina Brody) ist eine Stadt-und-Land-Gemeinde im Powiat Wadowicki der Woiwodschaft Kleinpolen in Polen. Ihr Sitz ist die gleichnamige Stadt mit etwa 4600 Einwohnern.
Die Gemeinde liegt am Fuße der Beskiden.

## Geschichte
Während der Ersten Teilung Polens wurde das Gemeindegebiet von 1772 bis Ende 1918 Teil Österreichs.
Die Gemeinde besteht seit Juli 1976 und war bis 1998 Teil der Woiwodschaft Bielsko-Biała. Der Kalvarienberg und das Bernhardiner-Kloster im Hauptort wurden 1999 in das Weltkulturerbe der UNESCO aufgenommen.

### Städte- und Gemeindepartnerschaften
- Hameln, Niedersachsen (Deutschland), seit 2001
- Levoča (Slowakei)
- Bisceglie, Apulien (Italien).

## Gliederung
Zur Stadt-und-Land-Gemeinde (gmina miejsko-wiejska) gehören neben der namensgebenden Stadt Kalwaria Zebrzydowska folgende 13 Ortsteile mit einem Schulzenamt:
Barwałd Górny
Barwałd Średni
Brody
Bugaj
Leńcze
Podolany
Przytkowice
Stanisław Dolny
Zarzyce Małe
Zarzyce Wielkie
Zebrzydowice
Weitere Ortschaften der Gemeinde sind:
Bieńkowice
Druga Solca
Samcówka
Zastawiska
Drabóż
Zadział
Czerna
Kępki
Sosnówka
Zagórze